# Troston
Troston – wieś w Anglii, w hrabstwie Suffolk. Leży 39 km na północny zachód od miasta Ipswich i 110 km na północny wschód od Londynu.